# Martin Fröst
Anders Martin Fröst (født 14. december 1970 i Uppsala) er en svensk klarinettist.

## Historie
Han er opvokset i Sollefteå og Sundsvall. Fröst begyndte at spille violin da han var seks år gammel, men fodbold og basketball var mere interessant, som han fortsatte ikke med violin. Da han var ni år, begyndte han at spille klarinet, og da han var 15, flyttede han til Stockholm, hvor han studerede musik. Han studerede senere i Hannover på Hochschule für Musik, Theater und Medien med Hans Deinzer, som Sabine Meyer tidligere havde studeret med.
I dag er han en af de førende klarinet solister. Fröst repertoire består ifølge ham selv af 80% klassisk musik, og resten samtidsmusik og nye projekter. Hvert år har han premiere på et nyt værk. Et af hans mest berømte projekter i Sverige, er "No Strings Attached", som han og blandt andet mezzosopran Malena Ernman medvirkede til.
Martin Frost har indspillet flere cd'er siden debuten Fransk Beauties og svenske Beasts med pianisten Roland Pöntinen i 1994. Han har blandt andet indspillet værker af Mozart, Carl Nielsen, Kaleiv Aho og Carl Maria von Webers klarinet koncert.

## Priser og anerkendelse
- 1. prisen Geneva Competition (1997)
- Nippon Music Award (1997)
- Litteris et artibus (2012)
- Dagens Nyheter kulturpris
- Borletti-Buitoni Trust Award 2003
- BBC Radio 3 New Generation Artist 2003-2005
- Léonie Sonnings Musikpris 2014[2]